# حرب أروستوك
كانت حرب أروستوك (تسمى أحيانًا حرب لحم الخنزير والفاصوليا) مواجهة عسكرية ومدنية في 1838-1839 بين الولايات المتحدة والمملكة المتحدة حول الحدود الدولية بين مستعمرة نيو برونزويك البريطانية وولاية مين الأمريكية. أصيب اثنان من الميليشيات الكندية على يد دببة سوداء قبل أن يجتمع دبلوماسيون رفيعو المستوى من الولايات المتحدة وبريطانيا في واشنطن ويتوصلون إلى تسوية سلمية. استقرت معاهدة ويبستر-آشبورتون لعام 1842 على الحدود على طول الخط الذي لا يزال قائم حتى اليوم. تم استدعاء وحدات الميليشيات المحلية ولكنها لم تشارك في القتال الفعلي. أفضل وصف لهذا الحدث بأنه حدث دولي، حيث أن مصطلح «حرب» كان بلاغياً.

## تسوية دبلوماسية
في النهاية، لم تتضمن الأزمة أي مواجهة مسلحة فعلية بين القوات العسكرية، وحلت المفاوضات بين الدبلوماسي البريطاني بارون أشبورتون ووزير خارجية الولايات المتحدة دانيال ويبستر الخلاف بسرعة. مول ويبستر سرًا حملة دعائية أقنعت القادة في ولاية ماين بحكمة التسوية. أنشأت معاهدة ويبستر-آشبورتون لعام 1842 الحدود النهائية بين الدول، وأعطت معظم المنطقة المتنازع عليها إلى ولاية مين بينما ضمنت لبريطانيا ارتباطًا حيويًا عسكريًا بين كندا السفلى والمستعمرات الأطلسية، بالإضافة إلى مشروع الحق التجاري- التي تسمح للمصالح التجارية البريطانية بالمرور عبر ولاية ماين في طريقها من وإلى جنوب نيو برونزويك أو نوفا سكوشا. (لا يزال حق الطريق مستخدمًا في عام 2013 من قبل شركة Eastern Maine للسكك الحديدية التابعة لشركة New Brunswick للسكك الحديدية، وكذلك من قبل سكة حديد مونتريال وماين وأطلسي
. كان هذا المسار في الأصل جزءًا من خط سكة حديد شيربندي في المحيط اله.) 
على الرغم من عدم وجود عمل عسكري، فقد كان للحادثة عواقب وخيمة على حق الدول في استخدام القوة العسكرية بمفردها مع إدراك أن الهدف الرئيسي هو معالجة النزاعات الداخلية. في أعقاب الأزمة، تولت الحكومة الفيدرالية السيطرة الكاملة على الشؤون العسكرية. كان من المقرر أن تكون هذه الحلقة آخر مواجهة جدية بين الولايات المتحدة والمملكة المتحدة.

## الحدود المتنازع عليها
أنهت معاهدة باريس (1783) الحرب الثورية الأمريكية لكنها لم تحدد بوضوح الحدود بين أمريكا الشمالية البريطانية (كيبيك ونيو برونزويك) والولايات المتحدة. بدأ كومنولث ماساتشوستس بعد ذلك في إصدار منح الأراضي في منطقة مين، بما في ذلك المناطق التي طالب البريطانيون بها بالفعل.
ظهرت الأسئلة المتعلقة بخط الحدود بعد ذلك بوقت قصير، واتفق المفاوضون في معاهدة جاي 1794 على أنه ينبغي للجنة تحديد مصدر نهر سانت كروا، السمة الجغرافية الرئيسية المحددة في المعاهدة السابقة. أرسل الطرفان فريق مسح تعاوني لتحديد مصب النهر المناسب، وتحديد منابعه. لم تقم هذه اللجنة بوضع اللمسات الأخيرة على تفاصيل الحدود شمال البحيرات، والتي تم وصفها بأنها تجري في خط مستقيم شمالًا إلى المرتفعات التي تفصل مستجمعات مياه نهر سانت لورانس عن مستجمعات المياه التي تصب في الجنوب. كما تركت مسألة الجزر في خليج باساماكودي دون حل.
خلال حرب عام 1812، احتل البريطانيون معظم شرق ولاية ماين، بما في ذلك مقاطعة واشنطن ومقاطعة هانكوك وأجزاء من مقاطعة بينوبسكوت بولاية مين لمدة ثمانية أشهر، بهدف ضم المنطقة بشكل دائم إلى أمريكا الشمالية البريطانية.
أنهت معاهدة غنت الحرب في عام 1814 وأعادت رسم الحدود وفقاً لمعاهدة 1783. تم تعيين لجنة حلت معظم القضايا المحيطة بالجزر (لا تزال جزيرة ماكياس سيل محل نزاع رسمي بين الولايات المتحدة وكندا).

## تزايد التوترات
استقر في الغالب الأكاديون الأوائل (أحفاد المستعمرين الفرنسيين الأصليين) في أحواض نهري سانت جون ومادواسكا. ثم استقر بعض الأمريكيين في وادي نهر أروستوك. خلال 1826-1830، استقرت مصالح الأخشاب الإقليمية أيضًا على الضفة الغربية لنهر سانت جون وروافده، وبنت العائلات البريطانية منازل في وودستوك وتوبيك وغراند فولز ونيو برونزويك.
كان السكان الناطقون بالفرنسية في Madawaska" Brayons" الذين (على الأقل من الناحية الخطابية) يعتبرون أنفسهم ينتمون إلى "République du Madawaska" غير الرسمية، وبالتالي لم يعلنوا الولاء للأمريكيين ولا للبريطانيين. عامل آخر كان التعاطف المتبادل بين جون بيكر والعديد من أعضاء المجتمعات الناطقة بالفرنسية الواقعة بالقرب من مطحنة بيكر، الذين شعروا بالخيانة من قبل سلطاتهم.
رفع جون بيكر في 4 يوليو 1827 العلم الأمريكي على الضفة الغربية لبيكر بروك عند التقائه بنهر سانت جون، على الضفة اليسرى للنهر، التي أصبحت الآن أرضًا كندية. اعتقلت سلطات نيو برونزويك بعد ذلك بيكر، وغرمته 25 جنيهًا إسترلينيًا، واحتجزته في السجن حتى دفع الغرامة.

## أزمة 1830
استعدادًا لإجراء تعداد سكاني في الولايات المتحدة في عام 1830، أرسل المجلس التشريعي في ولاية ماين جون دين وإدوارد جيمس إلى المنطقة المتنازع عليها لتوثيق أعداد السكان ولتقييم مدى ما اعتبروه تعديًا بريطانيًا. خلال ذلك الصيف، قدم العديد من سكان الضفة الغربية لسانت جون في مادواسكا طلبات لإدراج أراضيهم في ولاية ماين. بناءً على نصيحة من مسؤولين في مقاطعة بينوبسكوت بولاية مين، قاموا بالدعوة إلى اجتماع لاختيار ممثلين لتحضير دمج ماداوسكا كمدينة. نبه أحد السكان المحليين من الضفة الشرقية لنهر سانت جون الممثلين المحليين لميليشيا نيو برونزويك، الذين دخلوا القاعة أثناء أحد هذه الاجتماعات وهددوا باعتقال أي مقيم يحاول التنظيم. لكن الاجتماعات استمرت حتى مع وصول المزيد من رجال الميليشيات. ألقت سلطات نيو برونزويك القبض على بعض السكان، وفر آخرون إلى الغابة، وأرسل الأمريكيون المحليون رسائل إلى سلطات مين في أوغوستا. نصت معاهدة غينت (التي صدق عليها مجلس الشيوخ الأمريكي عام 1815) على إنشاء طرف ثالث محايد كمحكم في حالة عدم تمكن لجنة مشتركة من الاتفاق على الحدود؛ طلب المفوضان كورنيليوس ب. فان نيس من ولاية فيرمونت وتوماس هنري باركلي عن بريطانيا من الملك ويليام الأول ملك هولندا التحكيم.

## ممتلكات واعتقالات وتعبئة المليشيات
في عام 1835 ألغى البريطانيون قبولهم للتسوية الهولندية وعرضوا حدودًا أخرى، والتي رفضها الأمريكيون. عرضت الولايات المتحدة مطالبة مين بقبول نهر سانت جون كحدود، وهو ما رفضه البريطانيون. في عام 1836 أجرت ماين إحصاءً خاصًا. وهكذا بدأ إيبينيزر غريلي، ممثل التعداد في مقاطعة بينوبسكوت، إجراء تعداد لإقليم نهر أروستوك العلوي. اتهمت رسائل من نيو برونزويك حاكم ولاية مين بالرشوة وهددت بعمل عسكري إذا استمرت مين في ممارسة الولاية القضائية في أحواض نهر أروستوك وروافده. رداً على ذلك، أصدر الحاكم روبرت دنلاب من مين أمرًا عامًا يعلن أن قوة أجنبية قد غزت ولاية مين. في مارس 1838 طالبت الولاية بإجراء مسح على أساس الادعاء الأمريكي وأن الحكومة الفيدرالية تفترض هذا الادعاء. رفضت واشنطن، لكنها سمحت بإجراء مسح للتحصينات المحتملة. أجاز المجلس التشريعي للولاية 800000 دولار للدفاع العسكري، وأعطى الكونجرس الرئيس سلطة رفع الميليشيا بميزانية 10000000 دولار. في غضون ذلك، صوتت نوفا سكوتيا على أموال بقيمة 100 ألف دولار للدفاع عن نيو برونزويك. 

## اصابات
شهدت حرب أروستوك، على الرغم من عدم وجود قتال مباشر، مقتل رجال الميليشيات بسبب الحوادث والمرض؛ على سبيل المثال، الجندي حيرام ت. سميث.

## في الثقافة الشعبية
تمت الإشارة إلى التوترات التي أدت إلى حرب أروستوك في القصة القصيرة "The Squatter" لعام 1835 بقلم جون نيل. يعبّر سرد الشخصية الرئيسية، هايز، عن تعليقات انتقادية على هذه الأحداث من وجهة نظر جندي قبل أن يصل الصراع إلى ذروته.